# Babar
L'elefante Babar è un personaggio immaginario creato dal francese Jean de Brunhoff nel 1931.

## Babar nella letteratura
La prima opera in cui appare è Il primo libro di Babar (in francese L'Histoire de Babar). La storia è basata su una fiaba che la moglie di Brunhoff, Cecile, aveva inventato per i loro figli: vi si narra di un giovane elefante chiamato Babar che lascia la giungla, visita una grande città e ritorna nella giungla per portare agli altri elefanti il beneficio della civilizzazione. Come in una vera fiaba, il passatempo preferito della famiglia Babar è fare pic-nic in riva al lago e ammirare la natura incontaminata. Cecile è la moglie, un'elefantessa davvero speciale con una vita piena di avventure da raccontare. Flora, Pom, Alexander e Isabelle sono i quattro figli, ognuno con la propria spiccata personalità.
Jean de Brunhoff pubblicò altre sei storie prima di morire nel 1937. Suo figlio Laurent de Brunhoff, a sua volta uno scrittore e illustratore, portò avanti la serie dal 1946 al 2017 con Babar et le coquin d'Arthur e altre storie.
Babar vive nella città di Celestopoli (Célesteville nella versione originale).

## Influenza culturale
Babar è stato oggetto di oltre mille opere, tra album periodici, libri, documenti e tesi. È stato tradotto in 17 lingue ed è conosciuto in oltre 150 paesi, nei quali ha venduto più di otto milioni di libri. Come prodotti derivati, il marchio Babar, multigenerazionale, ha generato più di 100 titolari di licenza nel mondo, e 500 oggetti (peluche, figurine, giochi di società) con la sua effigie. In Giappone, 15 riviste sono dedicate a Babar.
I sociologi Ariel Dorfman e Herbert Kohl denunciano nel personaggio di Babar degli aspetti reazionari, antidemocratici, colonialisti, razzisti e sessisti, che si spiegano con la creazione del personaggio nel 1931 (epoca dell'Esposizione coloniale internazionale).

## Opere derivate

### Musica
- Une aventure de Babar, musica di Pierre Vellones (1936), composta per il Théâtre de l'Oncle Sébastien de Léon Chancerel.
- L'Histoire de Babar, le petit éléphant : partitura per voce narrante e pianoforte composta da Francis Poulenc nel 1940, orchestrata successivamente da Jean Françaix.
- Le Voyage de Babar (The Travels of Babar) : partitura per voce narrante e otto strumenti  (clarinetto, fagotto, cornetta, trombone, viola, violoncello, pianoforte e percussioni) composta da Raphael Mostel nel 1994.[6][7] La versione orchestrale fu presentata al pubblico per la prima volta dall'Orchestra Sinfonica di Montréal il 15 maggio 2016 a Montréal.[8].

#### Dischi
I seguenti adattamenti del 1957, composti da Maritie e Gilbert Carpentier e interpretati da vari artisti tra i quali François Périer e Jean Desailly, hanno ricevuto il Grand Prix du Disque dell'Académie Charles-Cros.
- N° 1 : Histoire de Babar, le petit éléphant
- N° 2 : Le Voyage de Babar
- N° 3 : Le Roi Babar
- N° 4 : Babar en famille
- N° 5 : Babar et le Père Noël
- N° 6 : Babar et le Professeur Grifaton
- N° 7 : Babar et Ce coquin d'Arthur

Ulteriori adattamenti uscirono nel 1970, composti da Antoine Duhamel e narrati e interpretati da Jean-Marc Bory.
- Babar dans l'île aux oiseaux
- Babar au cirque
- Babar musicien

Nel 1970 uscì anche il disco L'histoire de Babar, narrato da Jacques Brel su musica di Francis Poulenc (il testo era di Jean de Brunhoff, l'orchestra dei Concerts Lamoureux era diretta da Jean Laforge).

### Cinema
Sono stati realizzati dapprima tre cortometraggi, poi due lungometraggi, tutti in animazione:
- Babar, le Petit Éléphant (1968)
- Babar en Amérique (1971)
- Babar et le Père Noël (1986)
- Babar (Babar: The Movie, 1989), regia di Alan Bunce
- Babar, il re degli elefanti (Babar: King of the Elephants, 1999), regia di Raymond Jafelice

### Televisione
Sono state realizzate tre serie televisive d'animazione:
- Le Avventure di Babar (Les Aventures de Babar, 1968), 78 episodi da 5 minuti l'uno
- Re Babar (Babar, 1989-1991), 78 episodi da 23 minuti l'uno
- Babar e le avventure di Badou (Babar - Les Aventures de Badou, 2011-2016), 52 episodi da 22 minuti l'uno